# Архипелаг Александра

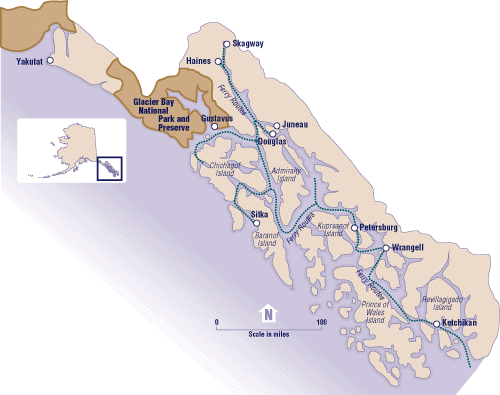
Карта Александровского архипелага

Архипела́г Алекса́ндра (англ. Alexander Archipelago) — группа островов в северо-восточной части Тихого океана, у юго-восточного побережья континентальной части штата Аляска (США). Рядом с архипелагом расположена столица штата — город Джуно. Острова отделены от материка Линн-Каналом, проливом Гастино и др.
Архипелаг назван в честь российского императора Александра II, при котором США приобрели территории Русской Америки.

## История
Острова были открыты в 1741 году российской экспедицией Витуса Беринга и Алексея Чирикова. В 1802—1867 годах на острове Баранова, в Ново-Архангельске (ныне город Ситка), находился административный центр Русской Америки. В 1867 году архипелаг вместе с Аляской был продан Россией США.

## География
В архипелаге насчитывается около 1100 островов и скал общей площадью 36,8 тыс. км². Острова являются вершинами подводного горного хребта, тянущегося вдоль побережья Канады и Аляски, и отделены друг от друга и от материка глубокими, не замерзающими зимой проливами, образуя удобный внутренний морской путь.
Самыми крупными являются острова:
- Принца Уэльского — 6675 км², 6000 чел. (2000)
- Чичагова — 5305,9 км², 1342 чел. (2000)
- Адмиралти — 4264,1 км², 650 чел. (2000)
- Баранова — 4162 км², 8532 чел. (2000)
- Купреянова — 2802 км², 785 чел. (2000)
- Ревильяхихедо — 2755 км², 13 950 чел. (2000)
- Кую — 1962 км², 10 чел. (2000)
- Этолин — 878 км², 15 чел. (2000)
- Долл — 657 км², 20 чел. (2000)
- Миткова — 546 км², 3364 чел. (2000)
- Врангеля — 544 км², 2401 чел. (2000)

Рельеф островов гористый (высоты до 1400 м), берега крутые, сильно изрезанные, главным образом фьордовые. Острова сложены преимущественно позднепротерозойскими интрузивными и метаморфическими породами. Климат архипелага умеренный океанический, средние температуры января −1,6 °C, июля 12—14 °C. В год выпадает 2000—3000 мм осадков. Крупнейшие острова до высоты 1000—1100 м покрыты густым хвойным лесом, выше находятся альпийские луга.
Находящееся на архипелаге озеро Авось (56°42′ северной широты, 134°56′ западной долготы) названо Лесной службой США в честь корабля РАК тендера «Авось».
Находящееся на архипелаге озеро Антипатр названо Лесной службой США в честь сына А. А. Баранова Антипатра Александровича (?—1822).
Находящееся на архипелаге озеро Баннера (56°34′ с.ш., 134°41′ з.д.) названо в 1933 году Лесной службой США по фамилии правителя конторы РАК на острове Кадьяк Ивана Ивановича Баннера.
Озеро Бородино (56°22′ с.ш., 134°44′ з.д.) названо Лесной службой США в честь корабля РАК «Бородино».
Озеро Диана (56°53′ с.ш., 135°03′ з.д., на современные карты наносится как озеро Дайана) названо Лесной службой США в честь шлюпа «Диана».
Находящаяся поблизости от архипелага банка Васильева (56°57′ с.ш., 135°25′ з.д.) названа по имени исследователя Русской Америки штурмана Ивана Филипповича Васильева (1776—1812).
Бухта Воеводского (57°10′ с.ш., 134°14′ з.д., название присвоено в 1838 году Д. Ф. Зарембо) и остров Воеводского (пролив Самнер, 56°30′ с.ш., 133 з.д.) названы по фамилии главного правителя колоний РАК Степана Васильевича Воеводского.
Остров Кадин (56°32′ с.ш., 132°27′ з.д.) был обследован в 1863 году экипажем корвета «Рында» и тогда же назван в честь участника плавания М. М. Кадина.
Остров Кашеварова (56°12′ с.ш., 132°56′ з.д., название присвоено РАК) и проход Кашеварова (56°07′ с.ш., 133° з.д., название присвоено РАК) названы в честь исследователя Русской Америки Александра Филипповича Кашеварова.

## Население
Из коренных народов в регионе живут индейцы тлинкиты и кайгани-хайда. Индейцы племени цимшиан, живущие на острове Аннетт, поселились на нём сравнительно недавно, прибыв в XIX веке из Британской Колумбии. Самые крупные города архипелага — Ситка, на острове Баранова, а также Кетчикан, на острове Ревильяхихедо.

## Экономика
Экономика архипелага основана на туризме, рыболовстве, звероводстве и лесной промышленности.